# David Pavelka
David Pavelka (Prága, 1991. május 18. –) cseh válogatott labdarúgó, aki jelenleg a Kasımpaşa játékosa.